# Dipahi
Dipahi (nep. दिपही) – gaun wikas samiti w środkowej części Nepalu  w strefie Narajani w dystrykcie Rautahat. Według nepalskiego spisu powszechnego z 2001 roku liczył on 628 gospodarstw domowych i 3742 mieszkańców (1757 kobiet i 1985 mężczyzn).